# Synosis meridionalis
Synosis meridionalis là một loài tò vò trong họ Ichneumonidae.